# Hemibagrus wyckii
Hemibagrus wyckii — вид риб з роду Hemibagrus родини Bagridae ряду сомоподібних. Інші назви «гемібагрус чорний», «чорний диявол», «кришталеокий сом».

## Опис
Загальна довжина досягає 70-71 см. Визначення статі є важким. Вважається, що самиці більші й довші. Голова пласка, широка з витягнутими щелепами. На верхній щелепі присутні помірно короткі вусики. Тулуб витягнутий в довжину. У спинному плавці 1 колючий і 7 м'яких променів, в анальному 10-13 — м'яких променів.
Відмінною особливістю є блакитні очі. Забарвлення чорне з декількома білими цяточками на спинному й хвостовому плавцях. Перший промінь грудних плавців і перший промінь спинного плавця — світлі. Хвостовий плавець є світло-сірим. Є альбіносна форма.

## Спосіб життя
Зустрічається від каламутних озер зі стоячою водою до прозорих річок з дуже швидкою течією біля порогів і водоспадів. Найчастіше — в руслах великих і середніх річок з повільною течією. Віддає перевагу мулистим ґрунтам. Живуть поодинці. Ведуть нічний спосіб життя. Живиться великими безхребетними (крабами, креветками) та рибою.
Про розмноження відомо, що перед нерестом мігрують у затоплені ділянки лісу.

## Розповсюдження
Зустрічається від центрального Таїланду до індонезійських островів.